# Flixecourt
Flixecourt és un municipi francès situat al departament del Somme i a la regió dels Alts de França. L'any 2007 tenia 3.145 habitants.

## Demografia

### Població

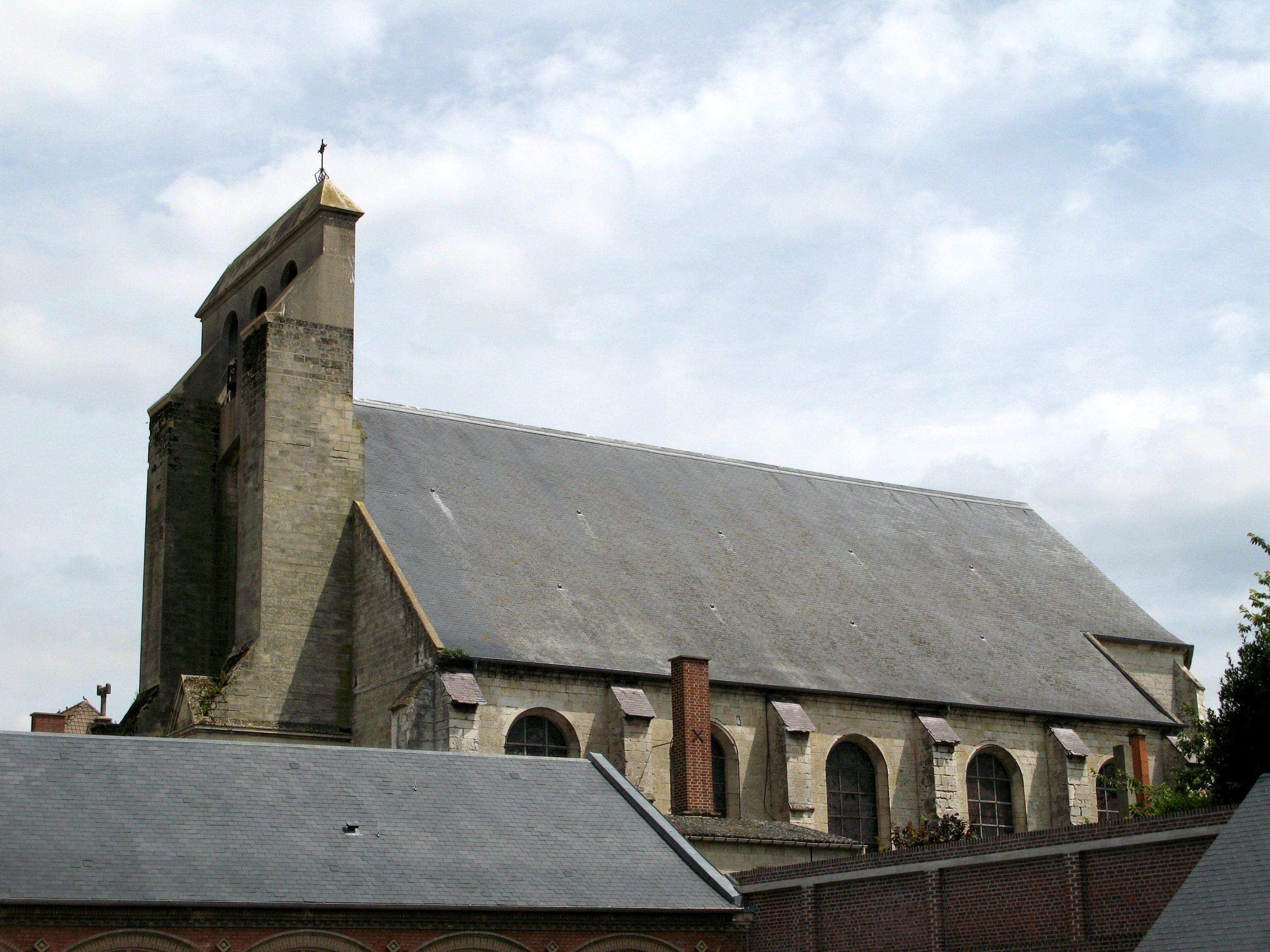

El 2007 la població de fet de Flixecourt era de 3.145 persones. Hi havia 1.197 famílies de les quals 295 eren unipersonals (128 homes vivint sols i 167 dones vivint soles), 354 parelles sense fills, 416 parelles amb fills i 132 famílies monoparentals amb fills.

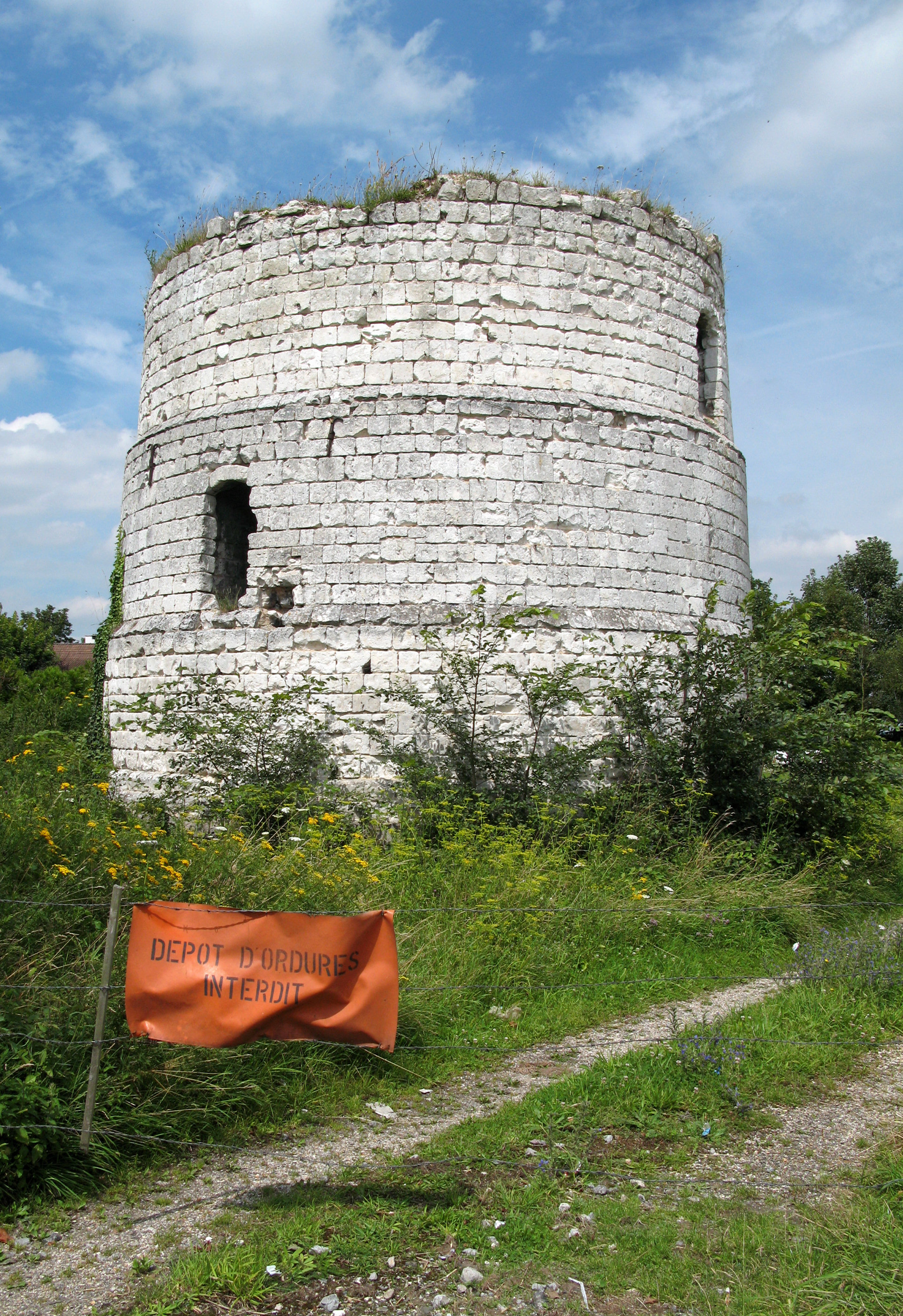

La població ha evolucionat segons el següent gràfic:
Habitants censats

### Habitatges
El 2007 hi havia 1.342 habitatges, 1.229 eren l'habitatge principal de la família, 23 eren segones residències i 90 estaven desocupats. 1.257 eren cases i 73 eren apartaments. Dels 1.229 habitatges principals, 759 estaven ocupats pels seus propietaris, 436 estaven llogats i ocupats pels llogaters i 33 estaven cedits a títol gratuït; 5 tenien una cambra, 20 en tenien dues, 244 en tenien tres, 459 en tenien quatre i 501 en tenien cinc o més. 750 habitatges disposaven pel capbaix d'una plaça de pàrquing. A 568 habitatges hi havia un automòbil i a 408 n'hi havia dos o més.

### Piràmide de població
La piràmide de població per edats i sexe el 2009 era:
| Homes | Edats   | Dones |
| ----- | ------- | ----- |
| 0     | 95 o +  | 4     |
| 4     | 90 a 94 | 4     |
| 20    | 85 a 89 | 16    |
| 32    | 80 a 84 | 44    |
| 24    | 75 a 79 | 68    |
| 76    | 70 a 74 | 80    |
| 56    | 65 a 69 | 108   |
| 64    | 60 a 64 | 84    |
| 56    | 55 a 59 | 44    |
| 120   | 50 a 54 | 116   |
| 152   | 45 a 49 | 108   |
| 76    | 40 a 44 | 92    |
| 124   | 35 a 39 | 96    |
| 92    | 30 a 34 | 84    |
| 120   | 25 a 29 | 144   |
| 72    | 20 a 24 | 88    |
| 96    | 15 a 19 | 76    |
| 104   | 10 a 14 | 56    |
| 104   | 5 a 9   | 88    |
| 108   | 0 a 4   | 80    |

## Economia

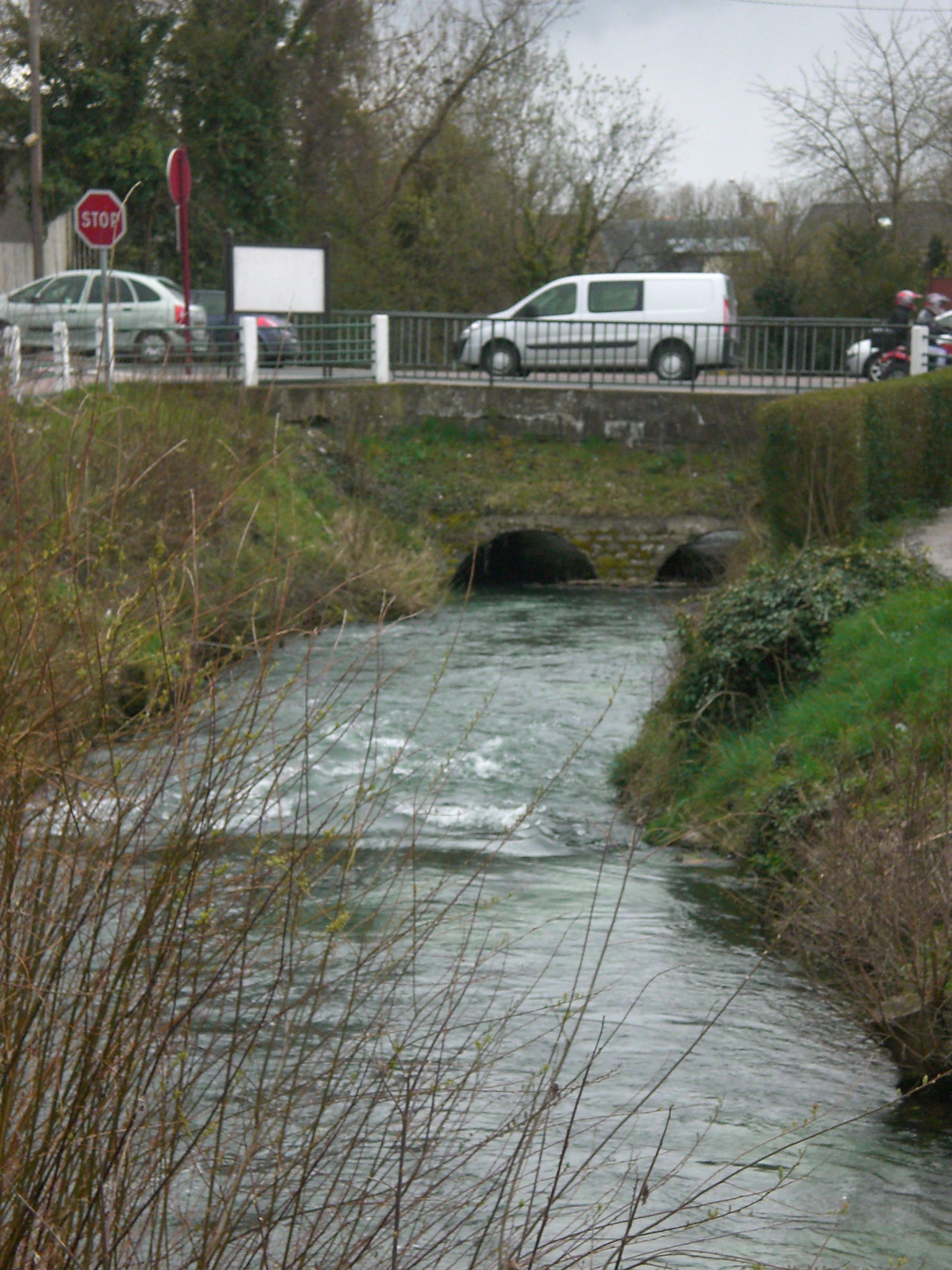

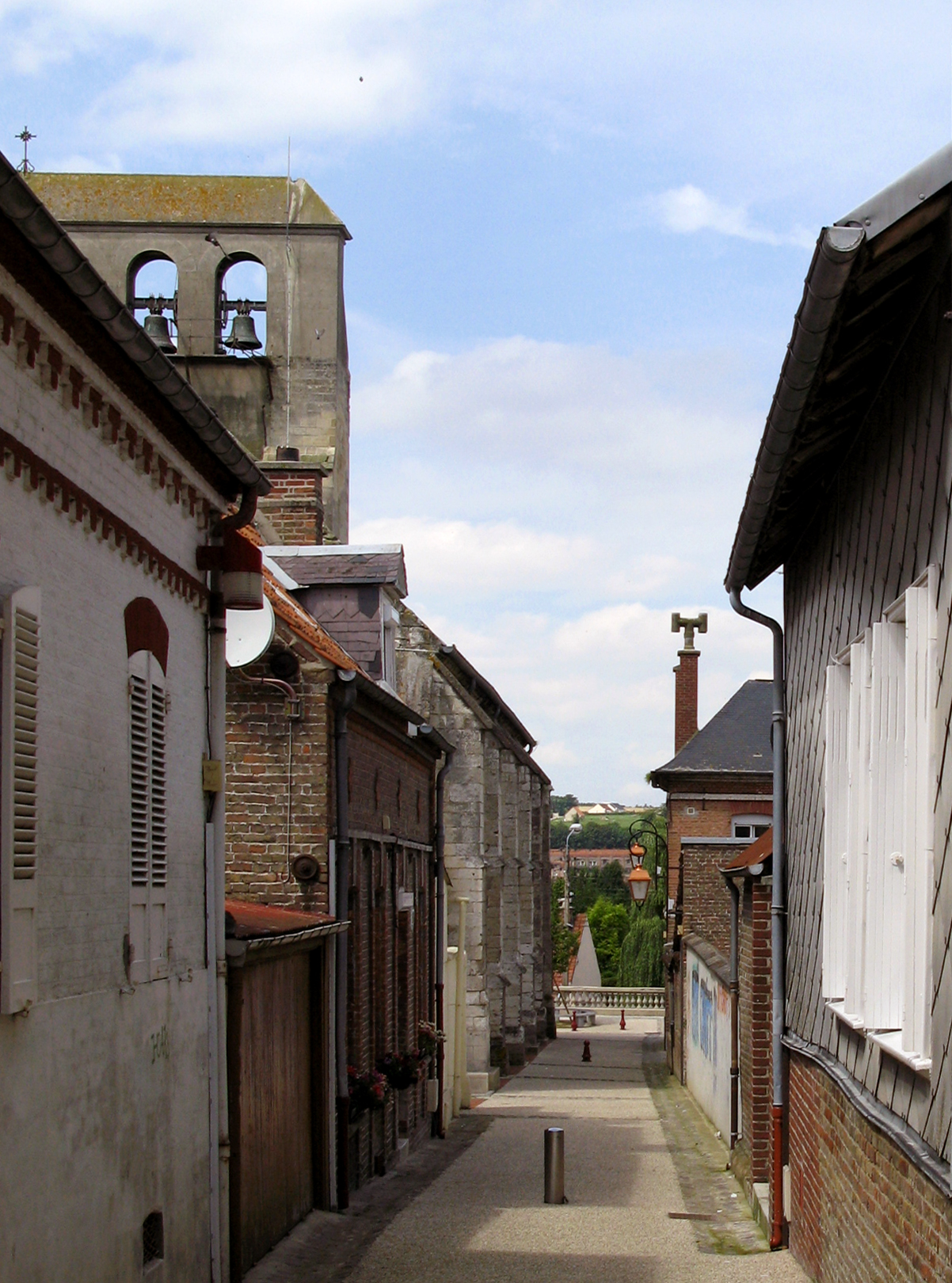

El 2007 la població en edat de treballar era de 2.062 persones, 1.361 eren actives i 701 eren inactives. De les 1.361 persones actives 1.159 estaven ocupades (626 homes i 533 dones) i 201 estaven aturades (95 homes i 106 dones). De les 701 persones inactives 245 estaven jubilades, 195 estaven estudiant i 261 estaven classificades com a «altres inactius».

### Ingressos
El 2009 a Flixecourt hi havia 1.287 unitats fiscals que integraven 3.179,5 persones, la mediana anual d'ingressos fiscals per persona era de 14.906 €.

### Activitats econòmiques
Dels 137 establiments que hi havia el 2007, 3 eren d'empreses extractives, 5 d'empreses alimentàries, 9 d'empreses de fabricació d'altres productes industrials, 11 d'empreses de construcció, 38 d'empreses de comerç i reparació d'automòbils, 6 d'empreses de transport, 5 d'empreses d'hostatgeria i restauració, 1 d'una empresa d'informació i comunicació, 9 d'empreses financeres, 6 d'empreses immobiliàries, 15 d'empreses de serveis, 21 d'entitats de l'administració pública i 8 d'empreses classificades com a «altres activitats de serveis».
Dels 38 establiments de servei als particulars que hi havia el 2009, 1 era una oficina d'administració d'Hisenda pública, 1 gendarmeria, 1 oficina de correu, 4 oficines bancàries, 5 tallers de reparació d'automòbils i de material agrícola, 2 tallers d'inspecció tècnica de vehicles, 1 autoescola, 1 paleta, 1 guixaire pintor, 1 fusteria, 3 lampisteries, 2 electricistes, 1 empresa de construcció, 5 perruqueries, 1 veterinari, 1 agència de treball temporal, 3 restaurants, 3 agències immobiliàries i 1 tintoreria.
Dels 22 establiments comercials que hi havia el 2009, 3 eren supermercats, 2 botiges de menys de 120 m², 1 una botiga de menys de 120 m², 2 carnisseries, 1 una peixateria, 3 botigues de roba, 1 una botiga d'equipament de la llar, 1 una sabateria, 3 botigues de material esportiu, 1 una botiga de material de revestiment de parets i terra i 4 floristeries.
L'any 2000 a Flixecourt hi havia 6 explotacions agrícoles.

## Equipaments sanitaris i escolars

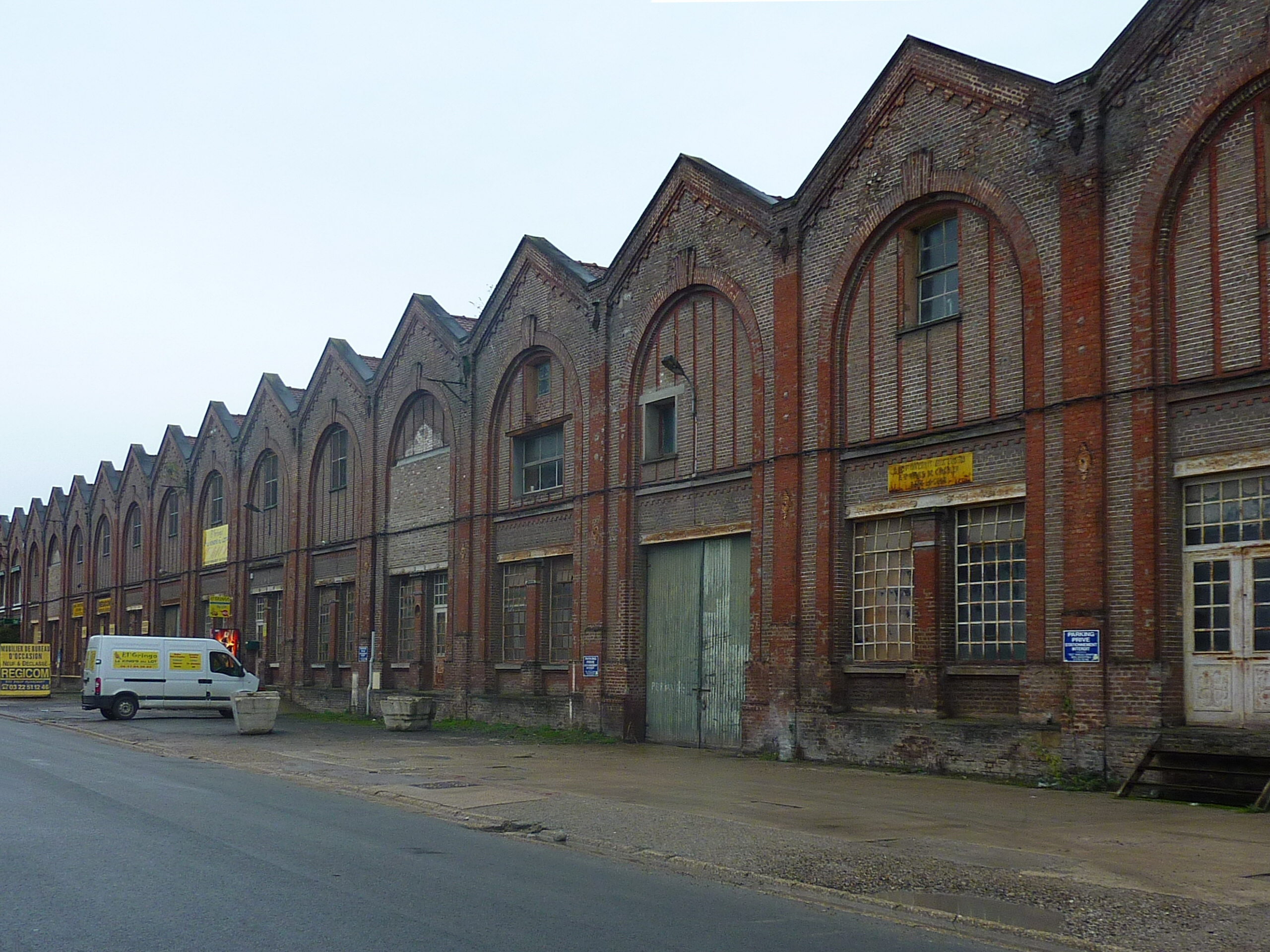

El 2009 hi havia 2 farmàcies i 1 ambulància.
El 2009 hi havia 1 escola maternal i 2 escoles elementals. A Flixecourt hi havia 2 col·legis d'educació secundària i 1 liceu tecnològic. Als col·legis d'educació secundària hi havia 475 alumnes i als liceus tecnològics 201.

## Poblacions més properes

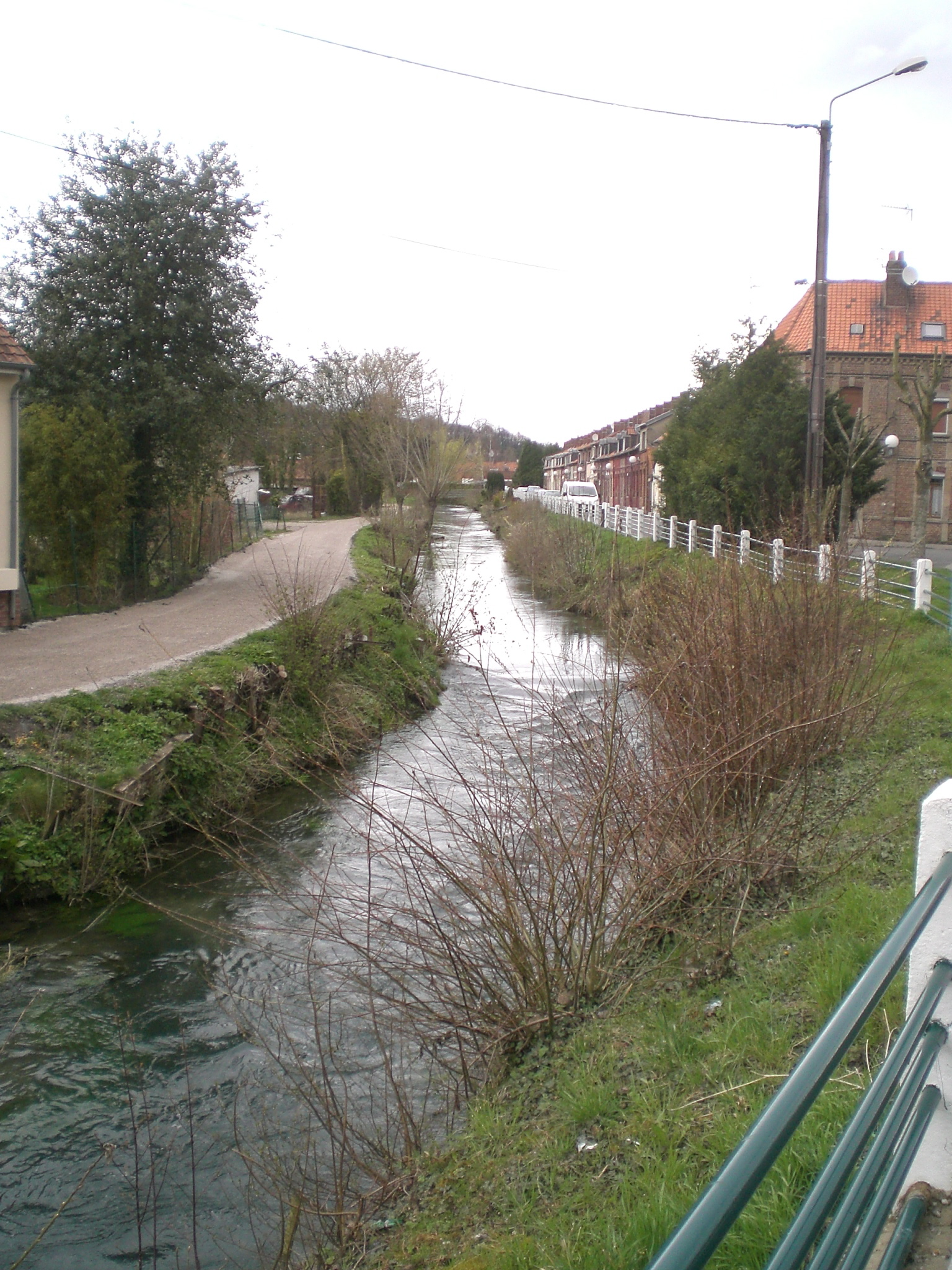

El següent diagrama mostra les poblacions més properes.